# Nikoklész (filozófus)
Spártai Nikoklész (görögül Νικοκλής, latinosan Nicocles, Spárta, 310 – 388) görög nyelvész (grammatikus), szónok (rétor) és filozófus. Elsősorban úgy ismert, mint Flavius Iulianus római császár egyik tanára. Konstantinápolyi tartózkodása és tanári megbízatása idején politikai befolyásra is szert tett és nagy becsben tartották. Munkái jelenleg ismeretlenek. Libaniosz csodálója volt, így a Nikoklészről szerezhető ismeretek többségét Libaniosz írásai adják. Levelezésben is álltak, Libaniosz a leveleiben kiváló emberként jellemzi.